# Jean-Paul Sartre
Jean-Paul Charles Aymard Sartre (París, 21 de junio de 1905-París, 15 de abril de 1980), conocido comúnmente como Jean-Paul Sartre, fue un filósofo, escritor, novelista, dramaturgo, activista político y militante, biógrafo y crítico literario francés, exponente del existencialismo y del marxismo.
Fue el décimo escritor francés galardonado como Premio Nobel de Literatura, en 1964, pero lo rechazó explicando en una carta a la Academia Sueca que él tenía por regla rechazar todo reconocimiento o distinción y que los lazos entre el hombre y la cultura debían desarrollarse directamente, sin pasar por las instituciones establecidas del sistema. Fue pareja de la filósofa Simone de Beauvoir, entre otras compañeras. 
El corazón de su filosofía residía en el concepto de libertad y en su sentido concomitante de la responsabilidad personal. Insistió, en una entrevista pocos años antes de su muerte, en que nunca había dejado de creer que «El hombre se hace a sí mismo».

## Biografía

### Primeros años
Era hijo de Jean-Baptiste Sartre, un oficial naval francés, y Anne-Marie Schweitzer, hermana de Albert Schweitzer, de origen alemán, quien enseñaría matemáticas a Jean-Paul y le introduciría desde muy joven en la literatura clásica.
La filosofía le atrajo desde su adolescencia en los años veinte, cuando leyó Essai sur les données immédiates de la conscience (Ensayo sobre los datos inmediatos de la consciencia) de Henri Bergson. Tuvo influencias de Immanuel Kant, Georg Wilhelm Friedrich Hegel, Friedrich Engels, Søren Kierkegaard, Edmund Husserl, y, especialmente, de  Martin Heidegger y Karl Marx.
Estudió en París en la «elitista» École Normale Supérieure (una escuela normal superior o ENS), donde se graduó en 1929 con un doctorado en Filosofía. Durante sus estudios conoció a Simone de Beauvoir y a Raymond Aron. Sartre y Beauvoir se hicieron compañeros , en una relaciòn abierta y múltiple, para el resto de sus vidas.

«Simone de Beauvoir, sin duda, fue un pilar fundamental en la vida de Sartre. La conoció en la École Normale Supérieure entre 1924 y 1929. Vivió con ella toda su vida. No fue una relación común y corriente, era, por decirlo así, abierta. Él sostenía que ella era su amor necesario, y que cualquier otra amante que se cruzara en su calzada era contingente. Ella, gracias a su inteligencia, fue de enorme ayuda para que Sartre lograra catapultarse a la cúspide más alta del mundo filosófico. Se dice que Sartre, a pesar de ser un coloso del pensamiento siempre tomó muy en serio la opinión de su mujer; nunca publicó una obra sin haber sido leída, criticada y aprobada por ella».
Samuel Enoch Stumpf

Realizó su servicio militar en el Ejército Francés entre 1929 y 1931. Declaró posteriormente, en 1959, que cada francés era responsable colectivamente de los crímenes cometidos durante la Guerra de Independencia de Argelia (que era una colonia francesa).

### Segunda Guerra Mundial
En 1939 sirvió como meteorólogo en el Ejército Francés durante la Segunda Guerra Mundial. Fue capturado por tropas alemanas en 1940 en Padoux, cuando pasó nueve meses como prisionero de guerra en Nancy y luego en Stalag, en la ciudad alemana de Tréveris. No abandonó la filosofía durante ese período y, según su testimonio, escribía a diario apuntes en una libreta que conservó durante su vida en prisión.
Fue durante este período de confinamiento por las tropas alemanas cuando leyó Ser y tiempo, obra de Martin Heidegger, que más tarde se convertiría en una gran influencia para su propio ensayo sobre fenomenología y ontología. A causa de su mala salud (afirmaba que su mala vista y su exotropía afectaban a su equilibrio), fue liberado en abril de 1941. Según otras fuentes, se escapó tras una visita médica al oftalmólogo.
Con el estatus de civil, recupera su puesto de profesor en el Liceo Pasteur, cerca de París, y se instala en el Hotel Mistral. En octubre de 1941 se le concedió un puesto, anteriormente ocupado por un profesor judío al que se le había prohibido enseñar por la Ley de Vichy, en el Liceo Condorcet de París.
Tras regresar a París en mayo de 1941, participó en la fundación del grupo clandestino Socialismo y Libertad (Socialisme et Liberté) con otros escritores como Simone de Beauvoir, Maurice Merleau-Ponty, Jean-Toussaint Desanti, Dominique Desanti, Jean Kanapa y estudiantes de la École Normale. En la primavera de 1941, Desanti sugirió con «alegre ferocidad» en una reunión que el grupo asesinara a destacados colaboradores de la guerra como Marcel Déat, pero Beauvoir señaló que su idea fue rechazada ya que «ninguno de nosotros se sentía capacitado para fabricar bombas o lanzar granadas». El historiador británico Ian Ousby observó que los franceses siempre tuvieron mucho más odio hacia los colaboracionistas que hacia los nazis, señalando que era a franceses como Déat a quienes Sartre quería asesinar y no al gobernador militar de Francia, el general Otto von Stülpnagel, y que el lema popular siempre fue «¡Muerte a Laval!» en lugar de «¡Muerte a Hitler!». En agosto, Sartre y Beauvoir fueron a la Riviera francesa buscando el apoyo de André Gide y André Malraux. Sin embargo, tanto Gide como Malraux se mostraron indecisos, y esto pudo ser la causa de la decepción y el desánimo de Sartre. Socialismo y Libertad pronto se disolvió y Sartre decidió escribir en lugar de participar en la resistencia activa. Entonces escribió El ser y la nada, Las moscas y A puerta cerrada, ninguno de los cuales fue censurado por la Alemania nazi, y también colaboró en revistas literarias legales e ilegales.
En su ensayo París bajo la ocupación, Sartre escribió que el comportamiento «correcto» de los alemanes había atrapado a demasiados parisinos en la complicidad con la ocupación, aceptando como natural lo que no era natural:

«Los alemanes no se paseaban, revólver en mano, por las calles. No obligaban a los civiles a abrirles paso en las aceras. Ofrecían asientos a las ancianas en el metro. Muestran un gran afecto por los niños y les dan palmaditas en la mejilla. Se les había dicho que se comportaran correctamente y, al estar bien disciplinados, trataban de hacerlo tímida y concienzudamente. Algunos de ellos incluso mostraban una bondad ingenua que no encontraba expresión práctica.»

Sartre observó que cuando los soldados de la Wehrmacht preguntaban educadamente a los parisinos en su francés con acento alemán por una dirección, la gente solía sentirse avergonzada y en apuros para ayudar a la Wehrmacht, lo que llevó a Sartre a comentar que «no podíamos ser naturales». El francés era un idioma ampliamente enseñado en las escuelas alemanas y la mayoría de los alemanes podían hablar al menos algo de francés. Al propio Sartre siempre le resultaba difícil cuando un soldado de la Wehrmacht le pedía indicaciones, normalmente decía que no sabía a dónde quería ir el soldado, pero aun así se sentía incómodo ya que el mero hecho de hablar con la Wehrmacht significaba que había sido cómplice de la ocupación. Ousby escribió: 

«Pero, por muy humilde que fuera, todos tenían que decidir cómo iban a enfrentarse a la vida en una sociedad fragmentada (...) Así que las preocupaciones de Sartre (...) sobre cómo reaccionar cuando un soldado alemán le paraba en la calle y le preguntaba amablemente por una dirección no eran tan intrascendentes como podrían parecer al principio. Eran emblemáticas de cómo los dilemas de la Ocupación se presentaban en la vida cotidiana».

Sartre sostuvo que la propia «corrección» de los alemanes provocó la corrupción moral de muchas personas, que utilizaron el comportamiento «correcto» de los alemanes como excusa para la pasividad, y que el propio acto de tratar de vivir la existencia cotidiana sin desafiar la ocupación ayudó al «Nuevo Orden en Europa», que dependía de la pasividad de la gente corriente para lograr sus objetivos.
A lo largo de la ocupación nazi, la política alemana consistió en saquear Francia, y la escasez de alimentos fue siempre un problema importante, ya que la mayoría de los alimentos del campo francés iban a parar a la Alemania nazi. Sartre escribió sobre la «lánguida existencia» de los parisinos mientras la gente esperaba obsesivamente la única llegada semanal de camiones con alimentos del campo que permitían los alemanes, afirmando que «París se encorvaba y bostezaba de hambre bajo el cielo vacío. Aislada del resto del mundo, alimentada sólo por la piedad o algún motivo ulterior, la ciudad llevaba una vida puramente abstracta y simbólica». El propio Sartre vivía a base de una dieta de conejos que le enviaba un amigo de Beauvoir que vivía en Anjou. Los conejos solían estar en un avanzado estado de putrefacción llenos de gusanos, y a pesar de tener hambre, tiró una vez un conejo por no poder comerlo, diciendo que tenía más gusanos que carne. También comentó que las conversaciones en el Café de Flore entre intelectuales habían cambiado, ya que el miedo a que uno de ellos fuera un mouche («delator») o un escritor de las corbeaux (cartas anónimas de denuncia) significaba que ya nadie decía realmente lo que quería decir, imponiendo la autocensura. Sartre y sus amigos del Café de Flore tenían razones para temer; en septiembre de 1940, solo la Abwehr ya había reclutado a 32.000 franceses para trabajar como mouches, mientras que en 1942 la Kommandantur de París recibía una media de 1500 cartas al día enviadas por los corbeaux.
Sartre observó que, bajo la ocupación de los alemanes, París se había convertido en una «farsa», parecida a las botellas de vino vacías que se mostraban en los escaparates, ya que todo el vino se había exportado a Alemania, con el aspecto del antiguo París, pero vaciado, ya que lo que había hecho especial a París había desaparecido. Durante la ocupación, casi no había coches en las calles, ya que el petróleo era trasladado a Alemania mientras los ocupantes imponían un toque de queda nocturno, lo que lo llevó a comentar que París «estaba poblada por los ausentes». También señaló que la gente empezó a desaparecer bajo la ocupación:

«Un día podías llamar a un amigo y el teléfono sonaba durante mucho tiempo en un piso vacío. Uno iba a tocar el timbre, pero nadie respondía. Si el conserje forzaba la puerta, te encontrabas con dos sillas juntas en el vestíbulo con los extremos de los cigarrillos alemanes en el suelo entre las piernas. Si la esposa o la madre del hombre que se había desvanecido había estado presente en su detención, te diría que se lo habían llevado unos alemanes muy educados, como los que preguntaban por el camino en la calle. Y cuando iba a preguntar qué les había pasado en el 84 de la avenida Foch u oficinas de la avenida Foch o en la calle de los Saussaies la recibían amablemente y la despedían con palabras reconfortantes» [El número 11 de la calle de los Saussaies era la sede de la Gestapo en París].

Sartre opinó que los uniformes feldgrau («gris campo») de la Wehrmacht y los uniformes verdes de la Policía del Orden, que habían parecido tan extraños en 1940, se habían convertido en algo aceptado, ya que la gente estaba adormecida y aceptaba «un verde pálido y apagado, de tensión discreta, que el ojo casi esperaba encontrar entre las ropas oscuras de los civiles». Bajo la ocupación, los franceses solían llamar a los alemanes les autres («los otros»), lo que inspiró su famoso aforismo, incluido en la obra teatral A puerta cerrada: «l'enfer, c'est les autres» («El infierno son los otros»). Sartre pretendía que la línea «l'enfer, c'est les autres» fuera, al menos en parte, una indirecta a los ocupantes alemanes.
Fue un colaborador muy activo de Combat, un periódico creado durante el periodo clandestino por Albert Camus, un filósofo y escritor argelino-francés que se unió a la resistencia francesa contra el nazismo. Sartre y Beauvoir mantuvieron su amistad con Camus hasta 1951, ya que la publicación de El hombre rebelde de Camus, en 1951,  cuestiona las doctrinas marxistas y el comunismo, y esto molestó al Sartre doctrinario y militante. La hija de Albert Camus, Catherine Camus Faure, señala otros elementos y causas de las diferencias y el distanciamiento entre los dos escritores.
Sartre escribió mucho en la posguerra sobre grupos minoritarios desatendidos, concretamente sobre los judíos franceses y los negros. En 1946, publicó Antisemita y judío, después de haber publicado la primera parte del ensayo, Portrait de l'antisémite, el año anterior en el tercer número de la revista Les Temps Modernes (Tiempos modernos). En el ensayo, al explicar la etiología del «odio» ataca el antisemitismo en Francia durante una época en la que los judíos que volvían de los campos de concentración eran rápidamente abandonados. En 1947, publicó varios artículos sobre la condición de los afroamericanos en Estados Unidos -específicamente sobre el racismo y la discriminación que sufrían en el país- en su segunda colección Situaciones. Luego, en 1948, para la introducción de l'Anthologie de la nouvelle poésie nègre et malgache (Antología de la nueva poesía negra y malgache) de Léopold Sédar Senghor, escribió Orfeo negro (reeditado en Situaciones III), una crítica al colonialismo y al racismo a la luz de la filosofía que había desarrollado en El ser y la nada. Más tarde, mientras algunos autores lo tachaban de resistente, el filósofo y resistente francés Vladimir Jankelevitch criticó la falta de claridad y compromiso político de Sartre durante la ocupación alemana, e interpretó sus posteriores luchas por la libertad como un intento de redención personal. Según Camus, Sartre era un escritor que resistía; no un resistente que escribía.[cita requerida]

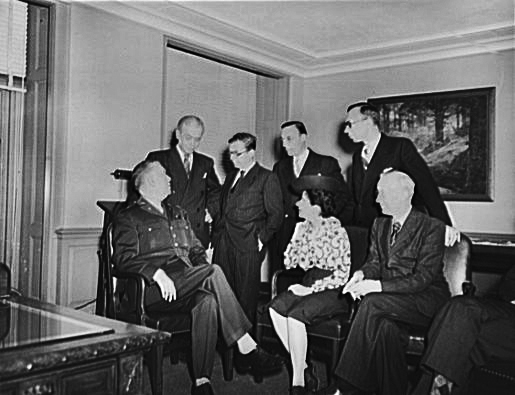
Sartre (tercero desde la izquierda) y otros periodistas franceses visitan al general George C. Marshall en el Pentágono, 1945.

En 1945, una vez terminada la Segunda Guerra Mundial, se trasladó a París a un apartamento en la rue Bonaparte, donde produciría la mayor parte de su obra posterior y donde vivió hasta 1962. Desde allí ayudó a fundar una revista literaria y política trimestral, Les Temps modernes, en parte para popularizar su pensamiento. Dejó de dar clases y se dedicó a la escritura y al activismo político maoìsta. Se basaría en sus experiencias de guerra para su gran trilogía de novelas, Los caminos de la libertad, escrita entre 1945 y 1949.

### Política de la Guerra Fría y anticolonialismo
El primer periodo de su carrera, definido en gran parte por El ser y la nada (1943), dio paso a un segundo periodo —durante la Guerra Fría, cuando el mundo se percibía dividido en los bloques Occidental (capitalista) y Oriental (socialista)— de participación política muy publicitada. Tendía a glorificar la Resistencia después de la guerra como la expresión intransigente de la moral en acción, y recordaba que los résistants eran una «banda de hermanos» que habían disfrutado de la «verdadera libertad» de una manera que no existía antes ni después de la guerra. Fue «despiadado» al atacar a cualquiera que hubiera colaborado o permanecido pasivo durante la ocupación alemana; por ejemplo, criticando a Camus por firmar un llamamiento para evitar que el escritor colaboracionista Robert Brasillach fuera ejecutado. Las manos sucias, obra teatral escrita 1948, exploraba particularmente el problema de ser un intelectual políticamente «comprometido». Abrazó el marxismo, pero no se afilió al Partido Comunista Francés (PCF). Durante un tiempo, a finales de la década de 1940, describió el nacionalismo francés como «provinciano» y en un ensayo de 1949 pidió unos «Estados Unidos de Europa». En un ensayo publicado en la edición de junio de 1949 de la revista Politique étrangère, Sartre expresó:

«Si queremos que la civilización francesa sobreviva, debe encajar en el marco de una gran civilización europea. ¿Por qué? He dicho que la civilización es la reflexión sobre una situación compartida. En Italia, en Francia, en el Benelux, en Suecia, en Noruega, en Alemania, en Grecia, en Austria, en todas partes encontramos los mismos problemas y los mismos peligros... Pero esta política cultural sólo tiene como elementos de una política que defiende la autonomía cultural de Europa frente a América y la Unión Soviética, pero también su autonomía política y económica, con el objetivo de hacer de Europa una fuerza única entre los bloques, no un tercer bloque, sino una fuerza autónoma que se negará a dejarse destrozar entre el optimismo americano y el cientificismo ruso».

Sobre la guerra de Corea, declaró: «No dudo que los feudalistas surcoreanos y los imperialistas norteamericanos hayan promovido esta guerra. Pero tampoco dudo que la hayan iniciado los norcoreanos». En julio de 1950, Sartre escribió en Les Temps Modernes sobre su actitud y la de Beauvoir ante la Unión Soviética:

«Como no éramos miembros del partido [comunista] ni sus simpatizantes declarados, no era nuestro deber escribir sobre los campos de trabajo soviéticos; éramos libres de mantenernos al margen de la disputa sobre la naturaleza de este sistema, siempre que no se hubieran producido acontecimientos de importancia sociológica».

Sartre sostenía que la Unión Soviética era un Estado «revolucionario» que trabajaba por la mejora de la humanidad y que solo podía ser criticado por no estar a la altura de sus propios ideales, pero que los críticos debían tener en cuenta que el Estado soviético necesitaba defenderse de un mundo hostil. Esta posición política de Sartre, y su negativa a cuestionar y condenar los campos de concentración del estalinismo y las persecuciones, degradaciones, expropiaciones, y el terrorismo contra los opositores condujo a la ruptura de la amistad y relación  con  Albert Camus. (Ver Ni víctimas ni verdugos (2014) y El hombre rebelde (1951).
Sartre creía que los fracasos de los Estados «burgueses» se debían a sus deficiencias innatas. El periodista suizo François Bondy escribió que, a partir de la lectura de los numerosos ensayos, discursos y entrevistas de Sartre, «nunca deja de surgir un simple patrón básico: el cambio social debe ser integral y revolucionario» y los partidos que promueven los cargos revolucionarios «pueden ser criticados, pero sólo por aquellos que se identifican completamente con su propósito, su lucha y su camino hacia el poder», considerando la posición de Sartre como inaceptable».
Sartre creía en esta época en la superioridad moral del Bloque del Este a pesar de sus mùltiples violaciones de los derechos humanos, argumentando que esta creencia era necesaria «para mantener viva la esperanza» y se oponía a cualquier crítica a la Unión Soviética hasta el punto de que Maurice Merleau-Ponty lo calificó de «ultrabolchevique». La expresión de Sartre «los obreros de Billancourt no deben ser privados de sus esperanzas» se convirtió en una justificaciòn que significaba que los militantes comunistas no debían decir toda la verdad a los obreros para evitar la disminución de su entusiasmo revolucionario.
En 1954, justo después de la muerte de Stalin, visitó la Unión Soviética, de la que afirmó que encontró una «completa libertad de crítica», al tiempo que condenaba a los Estados Unidos por hundirse en el «prefascismo». Sobre los escritores e intelectuales soviéticos detenidos, aprisionados, condenados a los campos de concentraciòn siberianos, o expulsados de la Unión de Escritores Soviéticos, opinó que «todavía tenían la oportunidad de rehabilitarse escribiendo mejores libros». Sus comentarios sobre la Revolución húngara de 1956 son bastante representativos de sus opiniones, frecuentemente contradictorias, polèmicas, y cambiantes. Por un lado, vio en Hungría una verdadera reunificación entre intelectuales y trabajadores solo para criticarlo por «perder la base socialista». Condenó la invasión soviética de Hungría en noviembre de 1956.
En 1964 atacó El «discurso secreto» de Jruschov, que condenaba las represiones del estalinistas y la purgas, argumentando que «las masas no estaban preparadas para recibir la verdad».
En 1973 sostuvo que «la autoridad revolucionaria siempre necesita deshacerse de algunas personas que la amenazan, y su muerte es la única manera». Varias personas, empezando por Frank Gibney en 1961, clasificaron a Sartre como un «idiota útil» debido a su posición acrítica y acomodaticia.
Sartre llegó a admirar al líder polaco Władysław Gomułka, un hombre que estaba a favor de una «vía polaca al socialismo» y que quería más independencia para Polonia, pero que era leal a la Unión Soviética por la cuestión de la línea Óder-Neisse. El periódico de Sartre Les Temps Modernes dedicó varios números especiales en 1957 y 1958 a la Polonia de Gomułka, elogiándola por sus reformas. Bondy escribió sobre la notable contradicción entre el «ultrabolchevismo» de Sarte, ya que expresaba su admiración por el líder chino Mao Zedong como el hombre que llevó a las masas oprimidas del Tercer Mundo a la revolución y el progreso, al tiempo que elogiaba a líderes comunistas más moderados como Gomułka.
Como anticolonialista, desempeñó un papel destacado en la lucha contra el dominio francés en Argelia y el uso de la tortura y los campos de concentración por parte de los franceses en Argelia. Fue un eminente partidario del Frente de Liberación Nacional (FLN) en la Guerra de Argelia y uno de los firmantes del Manifiesto de los 121. En consecuencia, se convirtió en objetivo interno de la Organización del Ejército Secreto (OAS; Organisation de l'Armée Secrète), escapando de dos atentados con bomba a principios de los años 60. En 1959 afirmó que cada francés era responsable de los crímenes colectivos durante la guerra de Independencia de Argelia. Tuvo una amante argelina, Arlette Elkaïm, que se convirtió en su hija adoptiva en 1965. Se opuso a la participación de Estados Unidos en la guerra de Vietnam y, junto con Bertrand Russell y otros, organizó un tribunal destinado a exponer los crímenes de guerra de Estados Unidos, que se conoció como el Tribunal Russell en 1967.
Su obra después de la muerte de Stalin, Crítica de la razón dialéctica, se publicó en 1960 (un segundo volumen apareció póstumamente). En Crítica, se propuso dar al marxismo una defensa intelectual más vigorosa que la que había recibido hasta entonces; terminó concluyendo que la noción de «clase» de Marx como entidad objetiva era falaz. Su énfasis en los valores humanistas de las primeras obras de Marx condujo a una disputa con un  muy destacado intelectual y pensador de izquierda en Francia en la década de 1960, Louis Althusser, que afirmaba que las ideas del joven Marx habían sido superadas decisivamente por el sistema «científico» del último Marx. A finales de la década de 1950, Sartre comenzó a argumentar que las clases trabajadoras europeas eran demasiado apolíticas para llevar a cabo la revolución predicha por Marx, e influenciado por Frantz Fanon afirmó que eran las masas empobrecidas del Tercer Mundo, los «verdaderos condenados de la tierra», quienes llevarían a cabo la revolución. Uno de los temas principales de sus ensayos políticos en la década de 1960 era su disgusto por la «americanización» de la clase obrera francesa, que prefería ver programas de televisión estadounidenses doblados al francés que agitar una revolución.
Visitó Cuba en la década de 1960 para conocer a Fidel Castro y habló con Ernesto Che Guevara. Tras la muerte de Guevara, declaró que era «no sólo un intelectual sino también el ser humano más completo de nuestra época» y el «hombre más perfecto de la época». Sobre Guevara, también dijo que «vivía sus palabras, hablaba sus propias acciones y su historia y la historia del mundo corrían paralelas». Sin embargo, se posicionó en contra de la persecución de los homosexuales por parte del gobierno castrista, que comparó con la persecución nazi a los judíos, y dijo: «En Cuba no hay judíos, pero hay homosexuales perseguidos». 
Su vida se caracterizó por una actitud militante de la filosofía. Se solidarizó con los más importantes acontecimientos de su época, como el Mayo francés, la Revolución Cultural en China —en su etapa de acercamiento a los maoístas, al final de su vida— y con la Revolución cubana. A pesar de su abrumadora fama mundial, mantuvo una vida sencilla, con pocas posesiones materiales y activamente comprometido con varias causas marxistas hasta el final de su vida.

### Premio Nobel de Literatura

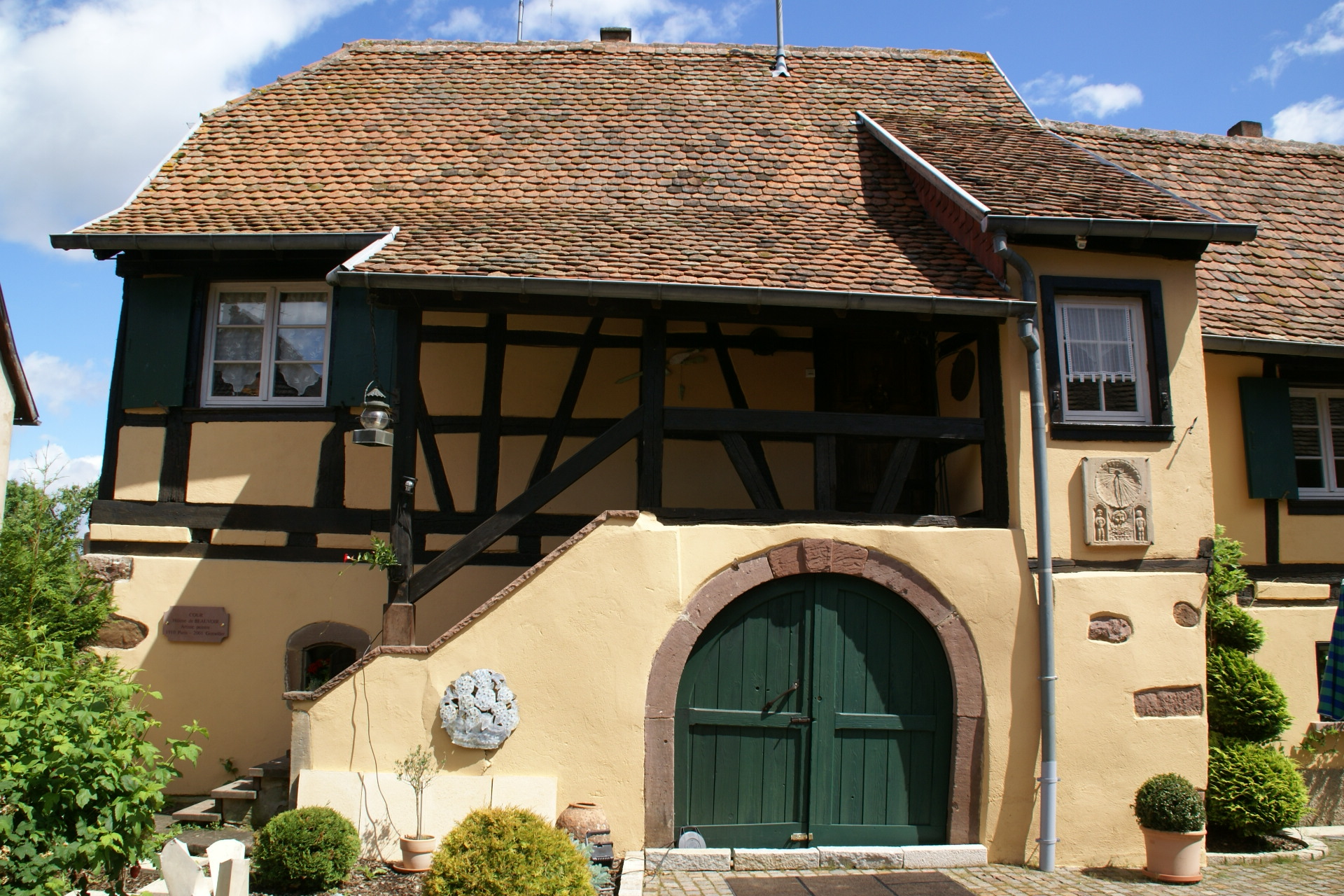
Hogar de Hélène de Beauvoir en Goxwiller, donde Sartre intentó ocultarse de los medios luego de ser galardonado con el Premio Nobel.

En 1964, renunció a la literatura en un relato autobiográfico, ingenioso y sardónico, sobre los primeros diez años de su vida, Las palabras. El libro es un irónico contraataque a Marcel Proust, cuya reputación había eclipsado inesperadamente la de André Gide (que había proporcionado el modelo de littérature engagée para la generación de Sartre). La literatura, concluyó, funcionaba en última instancia como un sustituto burgués del compromiso real con el mundo.[cita requerida]
En octubre de 1964, recibió el Premio Nobel de Literatura, «por su obra que, rica en ideas y llena del espíritu de libertad y la búsqueda de la verdad, ha ejercido una influencia de gran alcance en nuestra época», pero lo rechazó, alegando que su aceptación implicaría perder su identidad de filósofo. En 1945, había rechazado la Legión de Honor. Fue el primer galardonado con el Nobel que declinó voluntariamente el premio, y sigue siendo uno de los dos únicos galardonados en hacerlo. El premio Nobel se anunció el 22 de octubre de 1964; días antes, el 14 de octubre, había escrito una carta al Instituto Nobel, en la que pedía que se le retirara de la lista de nominados, y advertía que no aceptaría el premio si se le concedía, pero la carta llegó con un mes de retraso. El 25 de octubre, tres días después de la noticia, Le Figaro publicó una declaración de Sartre explicando su negativa. Dijo que no deseaba ser «transformado» por ese premio, y que no quería tomar partido en una lucha cultural entre Oriente y Occidente aceptando un premio de una prominente institución cultural occidental. No obstante, fue el premiado de ese año. Tras recibir el Nobel intentó escapar de los medios de comunicación escondiéndose en la casa de la hermana de Simone, Hélène de Beauvoir en Goxwiller, Alsacia. Según Lars Gyllensten, en el libro Minnen, bara minnen (Recuerdos, solo recuerdos) publicado en el año 2000, el propio Sartre o alguien cercano a él se puso en contacto con la Academia Sueca en 1975 para solicitar el dinero del premio, pero se lo negaron.

### Últimos años y fallecimiento
Durante una huelga de hambre colectiva en 1974, visitó al miembro de la Fracción del Ejército Rojo en la Prisión de Stammheim y criticó las duras condiciones de encarcelamiento.
En 1977 firmó, junto a numerosos filósofos franceses, una polémica petición para despenalizar las relaciones sexuales consensuales con menores así como la reducción de la edad de consentimiento sexual como consecuencia del conocido «caso de Versalles», en el que fueron condenados tres adultos por tener relaciones con chicos menores de 15 años sin violencia.
Hacia el final de su vida, comenzó a describirse a sí mismo como un «tipo especial» de anarquista.
Falleció el 15 de abril de 1980, a los setenta y cuatro años de edad, en el hospital de Broussais tras una enfermedad que lo había apartado de la dirección del periódico Libération años antes. Fue enterrado el 20 de abril, rodeado de una inmensa multitud. Más de veinte mil personas acompañaron el féretro hasta el cementerio de Montparnasse,[cita requerida] en París, donde descansan sus restos.

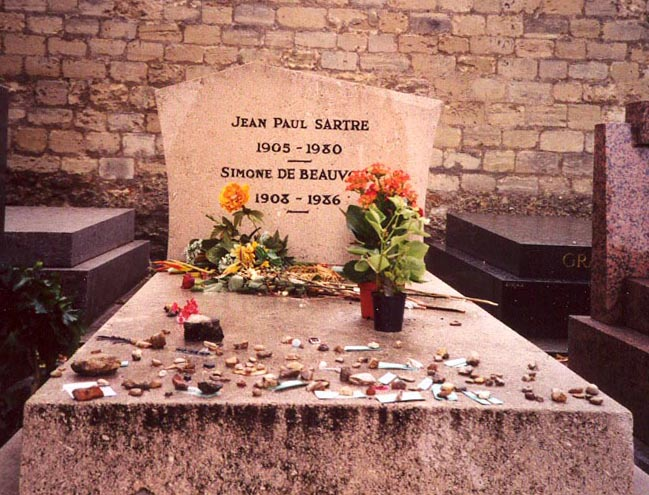
Tumba de Jean-Paul Sartre y de Simone de Beauvoir, en el cementerio de Montparnasse.

## Pensamiento
En una primera etapa desarrolló una filosofía existencialista, a la que corresponden obras como El ser y la nada (1943) y El existencialismo es un humanismo (1946). Desde que en 1945 fundó la revista Les Temps Modernes, se convirtió en uno de los principales teóricos de la izquierda. En una segunda etapa, se adscribió al marxismo, cuyo pensamiento expresó en Crítica de la razón dialéctica (1960), aunque él siempre consideró a esta obra como una continuación de El ser y la nada.[cita requerida]
Sartre consideraba que el ser humano está «condenado a ser libre», es decir, arrojado a la acción y responsable plenamente de su vida, sin excusas. Aunque admitió algunos condicionamientos (culturales, por ejemplo), no admitió determinismos. Concibió la existencia humana como existencia consciente. El ser del hombre se distingue del ser de la cosa mientras es consciente. La existencia humana es un fenómeno subjetivo, en el sentido de que es conciencia del mundo y conciencia de sí (de ahí lo subjetivo). Sartre se formó en la fenomenología de Husserl y en la filosofía de Heidegger, de quien fue discípulo. Se observa aquí la influencia que ejerce sobre Sartre el racionalismo cartesiano. En este punto se diferencia de Heidegger, quien deja fuera de juego a la conciencia.[cita requerida]
Si en Heidegger el Dasein es un «ser-ahí», arrojado al mundo como «eyecto», para Sartre el humano en cuanto «ser-para-sí» es un «pro-yecto», un ser que debe «hacer-se».

El hombre es el único que no solo es tal como él se concibe, sino tal como él se quiere, y como se concibe después de la existencia, como se quiere después de este impulso hacia la existencia; el hombre no es otra cosa que lo que él se hace. Este es el primer principio del existencialismo.
Jean-Paul Sartre en El existencialismo es humanismo

Consecuentemente, para Sartre en el ser humano «la existencia precede a la esencia», que explica con un ejemplo: si un artesano quiere realizar una obra, primero «la» piensa, la construye en su cabeza: esa prefiguración será la esencia de lo que se construirá, que luego tendrá existencia. Los seres humanos no son el resultado de un diseño inteligente y no tienen dentro de sí algo que los haga «malos por naturaleza» o «tendientes al bien» —como diversas corrientes filosóficas y políticas han creído—, y continua: «Nuestra esencia, aquello que nos definirá, es lo que construiremos nosotros mismos mediante nuestros actos», estos nos son ineludibles: no actuar es un acto en sí mismo puesto que nuestra libertad no es algo que pueda ser dejado de lado: ser es ser libres en situación, ser es ser-para, ser como «proyecto».[cita requerida]
Sobre la libertad
Sartre sostuvo, con una seguridad mancilladora, que somos absolutamente libres, pero también tenemos una responsabilidad absoluta, sobre nosotros y sobre el mundo. Por eso dijo que estamos condenados a ser libres. La libertad del sujeto, entonces, tiene que ser ejercida con responsabilidad. El hombre como ser libre es su propio autor. Por eso, la existencia del hombre precede a su esencia. Argumenta, que cuando el hombre nace, no tiene esencia, a saber, no tiene significado, no hay concepto de sí mismo, y es, como lo explica muy rigorosamente en su filosofía, la cual por esencia es compleja, el mismo que da significado a su existencia. Muchos filósofos fueron inspirados por el pensamiento sartreano. Su filosofía, con un aspecto afín a la de Heidegger, pero infinitamente original, desafió a la filosofía y a los filósofos. Fue capaz, con un don único, de señalar con precisión los errores de las teorías epistemológicas, las cuales se fanfarroneaban de ser esencialmente objetivas.[cita requerida]

### Relación con el comunismo

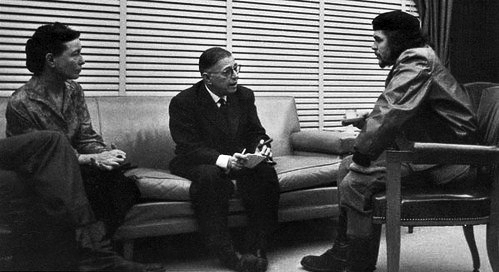
Simone de Beauvoir y Jean Paul Sartre se entrevistaron con Ernesto Che Guevara, en Cuba en 1960.

El periodo inicial de su carrera, definido por El ser y la nada (1943), fue seguido por un segundo periodo de activismo político e intelectual. En particular, su trabajo de 1948 Manos sucias examinaba el problema de ser un intelectual y participar en la política al mismo tiempo. 
Fue un marxista simpatizante de la izquierda, militante y activista, y colaborador del maoísmo, defensor de la Unión Soviética, y desempeñó un papel prominente en la lucha contra el colonialismo francés en Argelia. Tenía una ayudante doméstica argelina, Arlette Elkaïm, a quien hizo su compañera e hija adoptiva en 1965. Se opuso a la guerra de Vietnam y, junto a Bertrand Russell y otros intelectuales europeos, organizó un tribunal con el propósito de exhibir los crímenes de guerra de los Estados Unidos. El tribunal se llamaba «Tribunal Russell».[cita requerida]
Algunos comentartistas consideraron que «nunca fue marxista completamente porque esa filosofía «no puede ser reconciliada con el existencialismo sartreano» (Copleston, 1994). Ello lo hubiera llevado, creen otros, a abandonar completamente su obra más potente: ''El ser y la nada'', obra en la que hizo tanto énfasis en la libertad (Stumpf, 1993, pág. 570).  
Sartre afirmaba que la fuente de todo significado es el para-sí, es el que constituye al mundo; para el marxismo, es la realidad material la que constituye al sujeto. Su filosofía parece incompatible: por un lado, Sartre sostenía que es la conciencia humana la que con su operar consciente va construyendo la historia y le va confiriendo sentido al mundo, por el otro, el materialismo dialéctico considera que es la infraestructura la que determina a la superestructura, en ese sentido toda actividad espiritual o ideológica es el resultado de la infraestructura o la estructura económica, ésta está determinada».
Su pensamiento político atravesó varias etapas contradictorias: desde los momentos de Socialismo y Libertad, agrupación política de la resistencia francesa frente a la ocupación alemana, cuando redactó un programa basado en Saint-Simon, Proudhon y demás, cuando consideraba que el socialismo de Estado era contradictorio con la libertad del individuo, hasta su breve adhesión al Partido Comunista Francés, y su posterior acercamiento y activismo militante al lado de los maoístas. Sartre repartía la propaganda, periódicos y revistas del maoísmo en la boca del metro de Saint-Germain de Prés. Su principal trabajo en el intento de comunión entre el existencialismo y el marxismo fue Crítica de la razón dialéctica, publicado en 1960.[cita requerida]
Su énfasis en los valores humanistas de Marx y su resultante interés en el joven Marx lo llevaron al famoso debate con el principal intelectual comunista en Francia de los años sesenta, Louis Althusser, quien trató de redefinir el trabajo de Marx en un periodo premarxista, con generalizaciones esencialistas sobre la humanidad, y un periodo auténticamente marxista, más maduro y científico (a partir del Grundrisse y El capital). Algunos críticos e intelectuales consideran que este es más importante debate público que Sartre perdió en su vida, pero hasta la fecha sigue siendo un evento controvertido en algunos círculos filosóficos de Francia.[cita requerida]
Durante la guerra de los Seis Días se opuso a la política de apoyo a los árabes, pregonada por los partidos comunistas del mundo (excepto Rumanía). Y, junto con Pablo Picasso, había organizado a doscientos intelectuales franceses en defensa de Israel, y para oponerse al intento de destrucción del Estado de Israel, haciendo un llamado a fortalecer los sectores antiimperialistas de ambas partes como única forma de llegar a una paz justa y al socialismo. Sartre, con una madre de origen alemán, Anne Marie  Schweitzer   Schillinger, había  estudiado en Alemania junto a Heidegger, y  era un admirador de Israel y de los  kibutz.

### El existencialismo sartreano
En el pensamiento de Sartre, cabe destacar las siguientes ideas:
1. Conciencia prerreflexiva y conciencia reflexiva: La conciencia prerreflexiva es el mero hecho de percatarnos de algo, el tener conciencia de algo, y la conciencia reflexiva (el ego cogito cartesiano), surge cuando me doy cuenta de que me estoy percatando de algo.
2. El ser-en-sí: rechaza el dualismo entre apariencia y realidad y sostiene que la cosa es la totalidad de sus apariencias. Si quitamos lo que en la cosa es debido a la conciencia, que le confiere la esencia que la constituye en tal cosa y no en tal otra, en la cosa solo queda el ser-en-sí.
3. El ser-para-sí: Si toda conciencia es conciencia del ser tal como aparecer, la conciencia es distinta del ser (no ser o nada) y surge de una negación del ser-en-sí. Por tanto, el para sí, separado del ser, es radicalmente libre. El hombre es el no-ya-hecho, el que se hace a sí mismo.
4. El ser-para-otro: defiende que mi yo revela la indubitable presencia del otro en la relación en que el otro se me da no como objeto sino como un sujeto (ser-para-otro).
5. Ateísmo y valores: Para el filósofo, la existencia de Dios es imposible, ya que el propio concepto de Dios es contradictorio, pues sería el en-sí-para-sí logrado. Por tanto, si Dios no existe, no ha creado al hombre según una idea que fije su esencia, por lo que el hombre se encuentra con su radical libertad. Este ateísmo tiene una consecuencia ética: Afirma que los valores dependen enteramente del hombre y son creación suya.

## Publicaciones

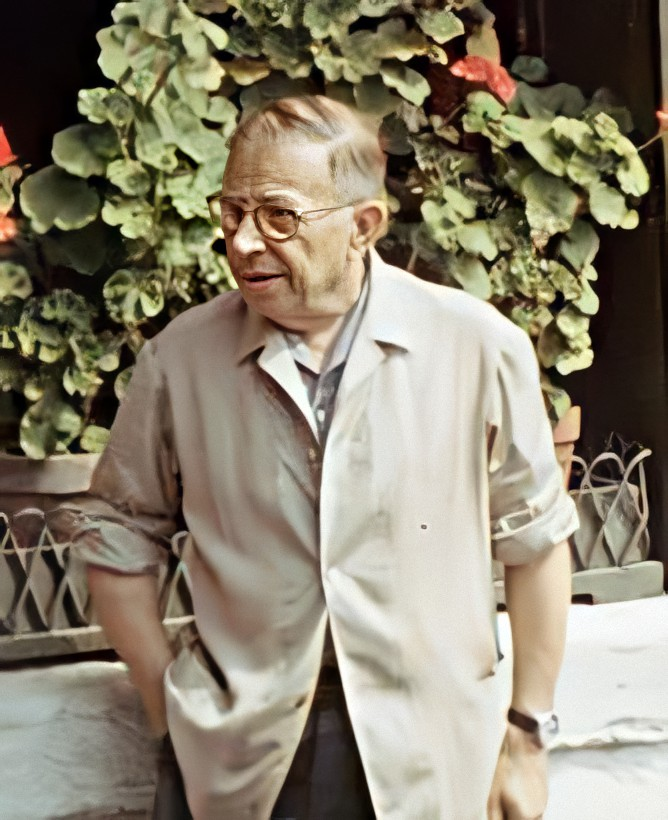
Jean-Paul Sartre en 1967.

Durante las décadas de 1940 y 1950, las ideas de Sartre eran muy populares, y el existencialismo fue la filosofía preferida de la generación beatnik en Europa y los Estados Unidos. En 1948 la Iglesia católica listó todos los libros de Sartre en el Index librorum prohibitorum. La mayoría de sus obras de teatro están llenas de símbolos que sirven de instrumento para difundir su filosofía. La más famosa, A puerta cerrada, contiene la famosa frase «El infierno son los otros». El Otro  —en francés tiene un alcance universal y casi metafísico— como otredad, como alteridad radical.
Además del impacto de La náusea, su mayor contribución literaria fue la trilogía Los caminos de la libertad (compuesta por La edad de la razón, El aplazamiento, y La muerte en el alma), que traza el impacto de los eventos de la pre-guerra en sus ideas. Se trata de una aproximación más práctica y menos teórica al existencialismo.
Sobresale también su famoso ensayo sobre Gustave Flaubert: El idiota de la familia. Es un minucioso y voluminoso texto relativo al autor de Madame Bovary, donde Sartre examina cómo brota el deseo de escribir.
En 1964 escribió una autobiografía denominada Las palabras. Ese mismo año recibió el Premio Nobel de Literatura, «por su obra que, rica en ideas y llena del espíritu de libertad y la búsqueda de la verdad, ha ejercido una influencia de gran alcance en nuestra época». Sin embargo, lo rechazó, alegando que su aceptación implicaría perder su identidad de filósofo.

## Psicoanálisis existencial
Sartre rechazó durante décadas la noción del Unbewußtsein («lo inconsciente»), particularmente la planteada por Freud. Argumentaba que lo inconsciente era un criterio «característico del irracionalismo alemán», y por tal motivo se oponía a una psicología que se basara en un «irracionalismo».
De este modo, intentó un «psicoanálisis racionalista» al cual llamó «psicoanálisis existencial», basándose en una total autocrítica del sujeto hasta profundización que eliminara la «mala fe», que es un autoengaño (basado principalmente en racionalizaciones) por las cuales el sujeto pretende tranquilizarse, y al tratarse precisamente de «fe», el individuo cree ciegamente en ellas sin cuestionarlas. Y argumenta: «Un ser humano adulto no puede ni debe estar defendiendo sus defectos en hechos ocurridos durante su infancia, eso es mala fe y falta de madurez».[cita requerida]

## Obras

### Novelas y relatos
- La náusea (La Nausée) (1938)
- El muro (Le Mur) (1939), que incluye:
  - El muro (Le mur)
  - La cámara (La Chambre)
  - Eróstrato (Érostrate)
  - Intimidad (Intimité)
  - La infancia de un jefe (L'Enfance d'un chef)
- Los caminos de la libertad (Les chemins de la liberté) (1945-1949):
  - I: La edad de la razón (L'Âge de raison) (1945)
  - II: El aplazamiento (Le sursis)
  - III: La muerte en el alma (La mort dans l'âme) (1949)
- La suerte está echada (Les jeux sont faits) (1947)

### Obras teatrales
- Barioná, el hijo del trueno (Bariona, ou le fils du tonnerre) (1940)[67][68][69]
- Las moscas (Les Mouches) (1943)
- A puerta cerrada (Huis Clos) (1944)
- Muertos sin sepultura (Morts sans sépulture) (1946)
- La puta respetuosa (La putain respectueuse) (1946)
- Las manos sucias (Les mains sales) (1948)
- El diablo y Dios (Le diable et le bon Dieu) (1951)
- Kean (1954)
- Nekrássov (1955)
- Los secuestrados de Altona (Le sequestres d'Altona) (1959)
- Las Troyanas (Les Troyannes) (1965)

### Ensayos
- Situaciones (Situations) (1947-1976):
  - Situaciones I: El hombre y las cosas (1947)
  - Situaciones II: ¿Qué es la literatura? (Qu'est-ce que la littérature?) (1948)
  - Situaciones III: La República del silencio: estudios políticos y literarios (1949)
  - Situaciones IV: Literatura y arte (1964)
  - Situaciones V: Colonialismo y neocolonialismo (Colonialisme et néo-colonialisme) (1964)
  - Situaciones VI: Problemas del marxismo 1 (Problèmes du marxisme I) (1964)
  - Situaciones VII: Problemas del marxismo 2 (Problèmes du marxisme II, 1965)
  - Situaciones VIII: Alrededor del 68 (Autour de 68) (1972)
  - Situaciones IX: El escritor y su lenguaje y otros textos (1972)
  - Situaciones X: Autorretrato a los setenta años (1976)

### Obras filosóficas
- La imaginación (L'Imagination) (1936)
- La trascendencia del ego (La Transcendance de l'Ego) (1938)
- Bosquejo de una teoría de las emociones (Esquisse d'une théorie des émotions) (1939)
- Lo imaginario. Psicología fenomenológica de la imaginación (L'Imaginaire. Psychologie phénoménologique de l'imagination) (1940)
- El ser y la nada (L'Être et le Néant) (1943)
- El existencialismo es un humanismo (L'existentialisme est un humanisme) (1945 y 1949)
- Crítica de la razón dialéctica (Tomo I) (Critique de la raison dialectique I: Théorie des ensembles pratiques) (1960)

### Crítica literaria
- Baudelaire (1947) (Estudio sobre Charles Baudelaire)
- ¿Qué es la literatura? (Qu'est-ce que la littérature?) (1948)
- San Genet: comediante y mártir (Saint Genet comédien et martyr, un estudio sobre Jean Genet) (1952)
- El idiota de la familia (L'Idiot de la famille, un estudio sobre Gustave Flaubert) (1972)

### Guiones cinematográficos
- Los orgullosos (Les Orgueilleux) (1953)
- A puerta cerrada (Huis Clos) (1954)
- Los secuestrados de Altona  (Les Séquestrés d'Altona) (1962)
- No Exit (A puerta cerrada) (1962)
- El muro (Le Mur) (1967)

### Otras obras
- Reflexiones sobre la cuestión judía (Réflexions sur la question juive) (1946)
- El engranaje (L'Engrenage) (1948)
- Huracán sobre el azúcar  (Crónica sobre la revolución cubana) (1960)
- Las palabras (Les Mots) (1964)

### Publicaciones póstumas
- Cuadernos por una moral (Cahiers pour une morale) (1983)
- Cuadernos de guerra (Carnets de la drôle de guerre) (1983)
- Verdad y existencia (Vérité et existence) (1989)
- Crítica de la razón dialéctica (Tomo II) (Critique de la raison dialectique II: L'intelligibilité de l'Histoire) (1985)
- Cartas al castor (Lettres au castor) (1983)

## Premios y distinciones
Premios Óscar
| Año  | Categoría       | Película       | Resultado |
| ---- | --------------- | -------------- | --------- |
| 1957 | Mejor argumento | Los orgullosos | Nominado  |